# Graffiti (TOKIO의 음반)
《Graffiti》는 1998년 4월 1일 발매한 TOKIO의 5번째 정규 앨범이다.

## 설명
- 전작 앨범 발매 후 약 1년 만의 정규 앨범. 앨범 구성은 히트 싱글 《Julia》를 중심으로 총 11곡을 수록하였다. 앨범에 수록한 〈Julia〉는 새롭게 편곡하였다.
- 멤버 전원이 각 1곡씩 작사·작곡에 참여하였다. 그 곡에는 솔로 보컬로 노래 부르기도 하였다. 2008년, 작사·작곡에 참여하면서도, 보컬로 노래 한 곡 앨범은 이 음반이 유일하다 (보컬인 나가세 토모야 제외).
- 앨범에, 멤버가 자작곡이 수록된 건 이 앨범이 처음.
- 수록곡 〈Lesson〉은 TOKIO가 연주하지 않았다. TOKIO 참가는 보컬인 나가세뿐.

## 수록곡
1. IとYou気と
2. 約束の場所 〜Believe〜
3. Purple Rouge
4. オレンジ色の太陽
5. BAD NAMED SONG
6. いぶし銀
7. Lesson
8. 逢いたさはつのるだけ
9. Crazy Chase
10. 明日は明日の風が吹く
11. Julia -Album Version-